# Richard Lepsius (geolog)
Richard Karl Georg Lepsius, född 19 september 1851 i Berlin, död 20 oktober 1915 i Darmstadt, var en tysk geolog, son till den berömde egyptologen Karl Richard Lepsius och bror till målaren Reinhold Lepsius.
Lepsius blev 1876 professor vid Technische Hochschule i Darmstadt och chef för Hessens geologiska undersökning. Han var erkänd för geologiska kartor med beskrivningar över Tyskland och geologiska undersökningar i Attika. Han utgav även arbeten över mesozoiska och tertiära avlagringar i Tyskland samt var verksam på vulkanologins område.